# Joyosa Guarda

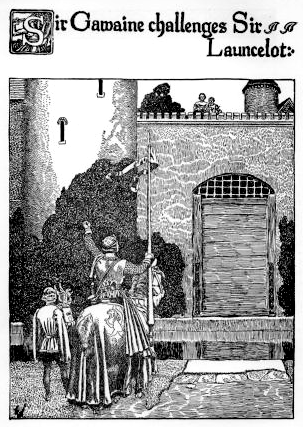
"Sir Gawaine desafía a Sir Launcelot", ilustración de Howard Pyle para La historia del Grial y la muerte del Rey Arturo (1910)

Joyosa Guarda (en francés Joyeuse Garde y otras variantes) es un castillo que aparece en la literatura artúrica que  rodea la legendaria figura del Rey Arturo. Fue introducido en la prosa francesa del siglo XIII Lancelot, como el hogar y la formidable fortaleza del héroe Lanzarote (o Lancelot) después de su conquista de las fuerzas del mal. La muerte de Arturo lo identificó con el castillo de Bamburgh.

## Leyenda
Como se narra en el Ciclo de la Vulgata de Lancelot en prosa y las obras basadas en él, el Joyosa Guarda recibe su nombre del joven Lancelot (que acababa de descubrir su propia personalidad) estableciendo su hogar en el castillo tras capturarlo él solo, contra todo pronóstico, y poner fin a su maldito encantamiento mientras desempeñaba su tarea para demostrar su condición de caballero al Rey Arturo y rescatando incluso al hijo ilegítimo de Arturo en el proceso. Hasta entonces, se conocía por Dolorosa Guarda (en francés Douloureuse Garde y otras variantes), perteneciente al rey Brandin de las Islas, aliado de Sajonia; los diversos motivos y el simbolismo percibido del episodio de Dolorosa Guarda fueron objeto de varios análisis por parte de eruditos modernos. En las historias en prosa de Tristán e Isolda, la pareja vive en el castillo más tarde, con el permiso de Lancelot, como refugiados del rey Marcos de Cornualles.
Tras la relación adúltera y traidora de Lancelot con la reina Ginebra, esposa de Arturo, Lancelot rescata a la reina de la sentenciada a muerte dictada por Arturo, y se la lleva a la Joyosa Guarda. En la estrofa Muerte de Arturo y en otros partes, Arturo y Gawain sitian el castillo sin éxito. Finalmente, Lancelot abandona su castillo y se exilia en la actual Francia. Después de su muerte, el cuerpo de Lancelot es llevado a la Joyosa Guarda para su entierro. En los ciclos de la prosa francesa, su cuerpo descansa junto a la tumba de su querido amigo Galeotto (en la versión de la Post-Vulgata Mort Artu, sus restos son posteriormente desenterrados y destruidos por el rey Marcos).

## Ubicaciones sugeridas

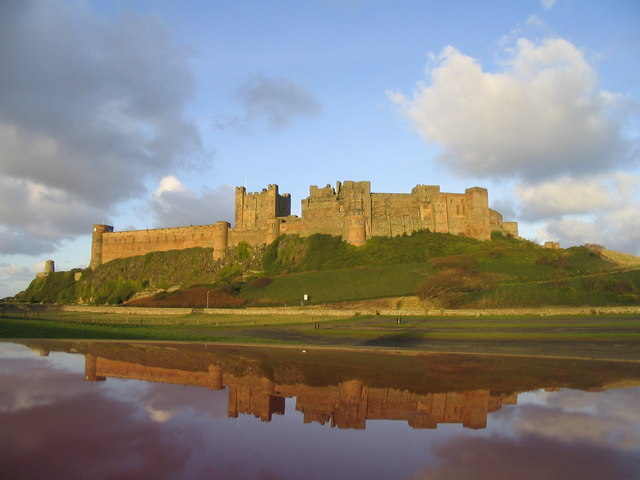
El castillo de Bamburgh en 2008

En su obra La muerte de Arturo, el escritor inglés de finales de la Edad Media Thomas Malory identificó la Joyosa Guarda con el castillo de Bamburgh, un castillo litoral en Northumberland construido sobre la antigua ubicación de una fortaleza celta britana conocida como Din Guarie. Antes de escribir su obra, Malory participó personalmente en el asedio yorkista al castillo durante la Guerra de las Rosas. También propuso el cercano castillo de Alnwick. La Joyosa Guarda también está asociado con el Château de Joyeuse Garde, un castillo medieval temprano en Bretaña donde comenzó la tradición artúrica continental.